# 朱俊椂
宁津王朱俊椂（？—1575年），明朝宁津温穆王朱聪泠的庶长子，母亲是刘氏。
弘治十八年（1505年），朱聪泠去世。正德十六年（1521年）八月，朱俊椂受册袭封为宁津王。
嘉靖三年（1524年）正月，朱俊椂的嫡祖母、祖父懷康王朱成鉖遺孀史太妃聽校尉姚鸞挑撥，杖殺儀賓王檀。代王朱俊杖上报，明世宗下旨对姚鸞调查问罪，下敕书切责朱俊椂不能諫阻祖母之惡。
嘉靖七年（1528年）十月，世宗命武進伯朱江等為正使、左春坊左贊善張治等為副使，持節冊封南城兵馬副指揮劉章的女兒為寧津王妃。
因朱俊椂所请，嘉靖十年（1531年）五月，朝廷封朱俊椂母刘氏为夫人。
因朱聰泠系以旁支袭郡王爵，万历三年（1575年），朱俊椂去世后，宁津国没有传承，除国。朱俊椂去世时已经年过七十。朱俊椂死后，宁津国仍有宗室，由何人继任奉祀管王府事尚待考。